# Pallacanestro Femminile Umbertide 2016-2017
Questa voce raccoglie le informazioni riguardanti la Pallacanestro Femminile Umbertide nelle competizioni ufficiali della stagione 2016-2017.

## Stagione
La stagione 2016-2017 della Pallacanestro Femminile Umbertide, sponsorizzata Acqua&Sapone, è la nona consecutiva che disputa in Serie A1 femminile.

## Verdetti stagionali
Competizioni nazionali
- Serie A1:

stagione regolare: 7º posto su 12 squadre (10-12);
play-off: ottavi di finale persi contro Broni (121-122).
- Coppa Italia:

Primo turno perso contro Broni.

## Organigramma societario
Area dirigenziale
- Presidente: Dott. Paolo Betti
- Dirigente Responsabile: Lorenzo Scarponi
- Dirigente Accompagnatore: Lorenzo Scarponi
- Segretario: Francesca Fondacci
- Addetto stampa: Francesco Cucchiarini
- Responsabile Logistica: Salvatore Fioretto
- Addetto logistica: Cristian Marconi

Area Tecnica
- Allenatore: Lorenzo Serventi
- Vice Allenatore: Michele Staccini
- Team Manager: Ilaria Locchi
- Addetto statistiche: Valerio Mencagli
- Preparatore atletico: Mauro Di Vattimo
- Fisioterapisti: Andrea Raschi, Ambra Rosini, Lucia Pigliapoco
- Medico sociale: Dott. Carlo Tramontana
- Addetto arbitri: Paolo Distrutti

## Rosa
|    | Naz.                   | Ruolo | Sportivo            | Anno | Alt. |  |        |
| -- | ---------------------- | ----- | ------------------- | ---- | ---- |  | ------ |
| 4  | Italia (bandiera)      | A     | Federica Giudice    | 2000 | 180  |  |        |
| 5  | Italia (bandiera)      | PG    | Alessia Cabrini     | 1996 | 178  |  |        |
| 6  | Italia (bandiera)      | C     | Veronica Dell'Olio  | 1993 | 190  |  |        |
| 7  | Italia (bandiera)      | P     | Giulia Moroni       | 1994 | 175  |  | (cap.) |
| 8  | Italia (bandiera)      | G     | Francesca Conti     | 1998 | 167  |  |        |
| 9  | Italia (bandiera)      | PG    | Ilaria Milazzo      | 1994 | 164  |  | [ 3 ]  |
| 10 | Regno Unito (bandiera) | AC    | Ella Clark          | 1992 | 190  |  |        |
| 11 | Italia (bandiera)      | A     | Carolina Pappalardo | 1996 | 184  |  | [ 4 ]  |
| 13 | Italia (bandiera)      | A     | Giorgia Paolocci    | 1999 | 180  |  |        |
| 14 | Italia (bandiera)      | P     | Chiara Fusco        | 1998 | 170  |  |        |
| 15 | Stati Uniti (bandiera) | G     | Antiesha Brown      | 1992 | 178  |  |        |
| 17 | Italia (bandiera)      | A     | Emilia Bove         | 1988 | 185  |  | [ 5 ]  |
| 18 | Italia (bandiera)      | G     | Elisa Mancinelli    | 1995 | 175  |  |        |
| 20 | Stati Uniti (bandiera) | C     | Kierra Mallard      | 1990 | 188  |  |        |

## Mercato

### Sessione estiva
Riconfermate Alessia Cabrini, Veronica Dell'Olio, Ilaria Milazzo e il capitano Giulia Moroni, la società ha effettuato i seguenti trasferimenti:
| Acquisti | Acquisti         | Acquisti                  | Acquisti   |
| R.       | Nome             | da                        | Modalità   |
| -------- | ---------------- | ------------------------- | ---------- |
| AC       | Ella Clark       | Gernika Bizkaia           | definitivo |
| A        | Giorgia Paolocci | Stella Azzurra            | definitivo |
| G        | Antiesha Brown   | GEAS                      | definitivo |
| A        | Emilia Bove      | Azzurra Orvieto           | definitivo |
| G        | Elisa Mancinelli | Azzurra Orvieto           | definitivo |
| C        | Kierra Mallard   | Suncoast Phoenix Clippers | definitivo |

| Cessioni | Cessioni            | Cessioni        | Cessioni       |
| R.       | Nome                | a               | Modalità       |
| -------- | ------------------- | --------------- | -------------- |
| C        | Ivana Tikvić        | Pall. Torino    | fine contratto |
| GA       | Giovanna Pertile    | Pall. Torino    | fine contratto |
| PG       | Meighan Simmons     | Wisła Cracovia  | fine contratto |
| A        | Alessandra Markovic | Cest. Spezzina  | fine contratto |
| A        | Rachele Boni        | Azzurra Orvieto | fine contratto |
| AC       | Wumi Agunbiade      | TSV Wasserburg  | fine contratto |

### Sessione autunnale
| Acquisti | Acquisti            | Acquisti       | Acquisti   |
| R.       | Nome                | da             | Modalità   |
| -------- | ------------------- | -------------- | ---------- |
| A        | Carolina Pappalardo | Cest. Spezzina | definitivo |

| Cessioni | Cessioni | Cessioni | Cessioni |
| R.       | Nome     | a        | Modalità |
| -------- | -------- | -------- | -------- |

## Risultati

### Campionato

#### Play-off

##### Ottavi di finale
| Arbitri: | Stefano Wassermann (Maniago) Salvatore Nuara (Genova) Chiara Corrias (Portogruaro) |

|           |          |          |
| Bratka 24 | Punti    | 22 Brown |
| Soli 5    | Assist   | 4 Moroni |
| Bratka 16 | Rimbalzi | 9 Brown  |

| Arbitri: | Gianluca Capotorto (Bari) Marco Vita (Ancona) Irene Frosolini (Grosseto) |

|                     |          |                       |
| Brown 18 Mallard 14 | Punti    | 12 Bratka 11 Zampieri |
| Mallard, Moroni 4   | Assist   |                       |
| Mallard 14          | Rimbalzi | 9 Stokes              |

### Coppa Italia

#### Primo turno
| Arbitri: | Alex D'Amato (Roma) Paolo Lestingi (Ciampino) Giulia Sartori (Venezia) |

|           |          |           |
| Moroni 15 | Punti    | 18 Bratka |
| Mallard 8 | Rimbalzi | 8 Bratka  |

## Statistiche

### Statistiche di squadra
| Competizione | Punti | In casa | In casa | In casa | In casa | In casa | In trasferta | In trasferta | In trasferta | In trasferta | In trasferta | Totale | Totale | Totale | Totale | Totale | Totale |
| Competizione | Punti | G       | V       | P       | Ptf     | Pts     | G            | V            | P            | Ptf          | Pts          | G      | V      | P      | Ptf    | Pts    | Diff.  |
| ------------ | ----- | ------- | ------- | ------- | ------- | ------- | ------------ | ------------ | ------------ | ------------ | ------------ | ------ | ------ | ------ | ------ | ------ | ------ |
| Serie A1     | 20    | 11      | 5       | 6       | 674     | 710     | 11           | 5            | 6            | 653          | 730          | 22     | 10     | 12     | 1327   | 1440   | -113   |
| Play-off     |       | 1       | 0       | 1       | 54      | 56      | 1            | 1            | 0            | 67           | 66           | 2      | 1      | 1      | 121    | 122    | -1     |
| Coppa Italia |       | 1       | 0       | 1       | 47      | 62      | -            | -            | -            | -            | -            | 1      | 0      | 1      | 47     | 62     | -15    |
| Totale       | 20    | 13      | 5       | 8       | 775     | 828     | 12           | 6            | 6            | 720          | 796          | 25     | 11     | 14     | 1495   | 1624   | -129   |

### Andamento in campionato
| Giornata  | 1 | 2  | 3 | 4 | 5 | 6 | 7 | 8 | 9 | 10 | 11 | 12 | 13 | 14 | 15 | 16 | 17 | 18 | 19 | 20 | 21 | 22 |
| --------- | - | -- | - | - | - | - | - | - | - | -- | -- | -- | -- | -- | -- | -- | -- | -- | -- | -- | -- | -- |
| Luogo     | T | C  | C | T | T | C | T | C | T | C  | T  | C  | T  | T  | C  | C  | T  | C  | T  | C  | T  | C  |
| Risultato | P | P  | V | P | P | V | P | P | V | P  | V  | V  | P  | V  | P  | P  | V  | P  | V  | V  | P  | V  |
| Posizione | 8 | 11 | 9 | 9 | 9 | 9 | 7 | 8 | 7 | 7  | 7  | 7  | 7  | 7  | 7  | 7  | 7  | 7  | 7  | 7  | 7  | 7  |

Legenda:

Luogo: C = Casa; T = Trasferta. Risultato: V = Vittoria; N = Pareggio; P = Sconfitta.

### Statistiche delle giocatrici
Campionato (stagione regolare e play-off) e Coppa Italia
| Giocatrice          | Partite | Partite | Partite | Pun | Min. | Falli | Falli | Tiri da 2 | Tiri da 2 | Tiri da 2 | Tiri da 3 | Tiri da 3 | Tiri da 3 | Tiri Liberi | Tiri Liberi | Tiri Liberi | Rimbalzi | Rimbalzi | Rimbalzi | Stopp. | Stopp. | Palle | Palle | Ass | Val. | Val. | A+dP |
| Giocatrice          | Pr      | PG      | SF      | Pun | Min. | C     | S     | R         | T         | %         | R         | T         | %         | R           | T           | %           | O        | D        | T        | D      | S      | P     | R     | Ass | Lega | OER  | A+dP |
| ------------------- | ------- | ------- | ------- | --- | ---- | ----- | ----- | --------- | --------- | --------- | --------- | --------- | --------- | ----------- | ----------- | ----------- | -------- | -------- | -------- | ------ | ------ | ----- | ----- | --- | ---- | ---- | ---- |
| Antiesha Brown      | 24      | 23      | 23      | 374 | 785  | 56    | 81    | 109       | 237       | 46,0      | 29        | 93        | 31,2      | 69          | 92          | 75,0        | 19       | 83       | 102      | 1      | 4      | 69    | 48    | 21  | 283  | 4,92 |      |
| Kierra Mallard      | 25      | 25      | 25      | 335 | 814  | 50    | 45    | 127       | 274       | 46,4      | 18        | 50        | 36,0      | 27          | 37          | 73,0        | 77       | 127      | 204      | 17     | 8      | 78    | 45    | 38  | 359  | 2,60 | 5    |
| Ilaria Milazzo      | 20      | 20      | 3       | 206 | 503  | 54    | 78    | 63        | 129       | 48,8      | 17        | 60        | 28,3      | 29          | 43          | 67,4        | 14       | 44       | 58       |        | 2      | 50    | 40    | 32  | 185  | 0,80 | 22   |
| Ella Clark          | 25      | 25      | 25      | 172 | 777  | 52    | 15    | 46        | 101       | 45,5      | 25        | 65        | 38,5      | 5           | 10          | 50,0        | 27       | 100      | 127      | 26     |        | 41    | 35    | 19  | 201  | 2,54 | 13   |
| Giulia Moroni       | 25      | 25      | 24      | 143 | 625  | 61    | 42    | 34        | 94        | 36,2      | 18        | 60        | 30,0      | 21          | 26          | 80,8        | 4        | 76       | 80       | 2      | 5      | 61    | 27    | 42  | 102  | 4,84 | 8    |
| Alessia Cabrini     | 23      | 23      | 16      | 96  | 517  | 35    | 21    | 16        | 46        | 34,8      | 19        | 54        | 35,2      | 7           | 13          | 53,8        | 5        | 57       | 62       | 2      | 3      | 27    | 23    | 10  | 78   | 0,65 | 6    |
| Elisa Mancinelli    | 25      | 25      | 7       | 64  | 385  | 36    | 18    | 19        | 43        | 44,2      | 7         | 21        | 33,3      | 5           | 13          | 38,5        | 10       | 31       | 41       | 1      | 2      | 21    | 28    | 9   | 56   | 7,48 | 16   |
| Veronica Dell'Olio  | 25      | 24      | 1       | 50  | 209  | 37    | 11    | 19        | 40        | 47,5      | 2         | 5         | 40,0      | 6           | 10          | 60,0        | 10       | 26       | 36       | 1      | 1      | 9     | 8     | 5   | 36   | 2,56 | 4    |
| Carolina Pappalardo | 20      | 19      |         | 31  | 168  | 35    | 5     | 9         | 23        | 39,1      | 4         | 8         | 50,0      | 1           | 2           | 50,0        | 9        | 21       | 30       |        |        | 14    | 3     | 3   | 4    | 3,98 | -8   |
| Emilia Bove         | 8       | 7       | 1       | 16  | 74   | 9     | 6     | 6         | 10        | 60,0      | 0         | 4         | 0,0       | 4           | 4           | 100,0       | 2        | 4        | 6        |        |        | 3     | 2     | 1   | 11   | 0,55 |      |
| Federica Giudice    | 23      | 9       |         | 3   | 62   | 7     | 3     | 1         | 5         | 20,0      | 0         | 4         | 0,0       | 1           | 2           | 50,0        | 1        | 1        | 2        |        |        | 3     |       | 1   | -10  | 0,07 | -2   |
| Chiara Fusco        | 25      | 8       |         | 3   | 55   | 2     | 3     | 0         | 4         | 0,0       | 1         | 1         | 100,0     |             |             |             |          | 3        | 3        |        |        | 6     | 3     | 2   | 2    | 0,04 | -1   |
| Giorgia Paolocci    | 24      | 6       |         | 2   | 21   | 7     | 1     | 1         | 4         | 25,0      | 0         | 1         | 0,0       |             |             |             |          |          |          |        |        | 3     | 1     |     | -10  | 4,17 | -2   |
| Francesca Conti     | 6       | 2       |         |     | 5    | 1     |       | 0         | 1         | 0,0       |           |           |           |             |             |             |          | 1        | 1        |        |        |       | 1     |     |      | 0,00 | 1    |